# Dudley Le Souëf

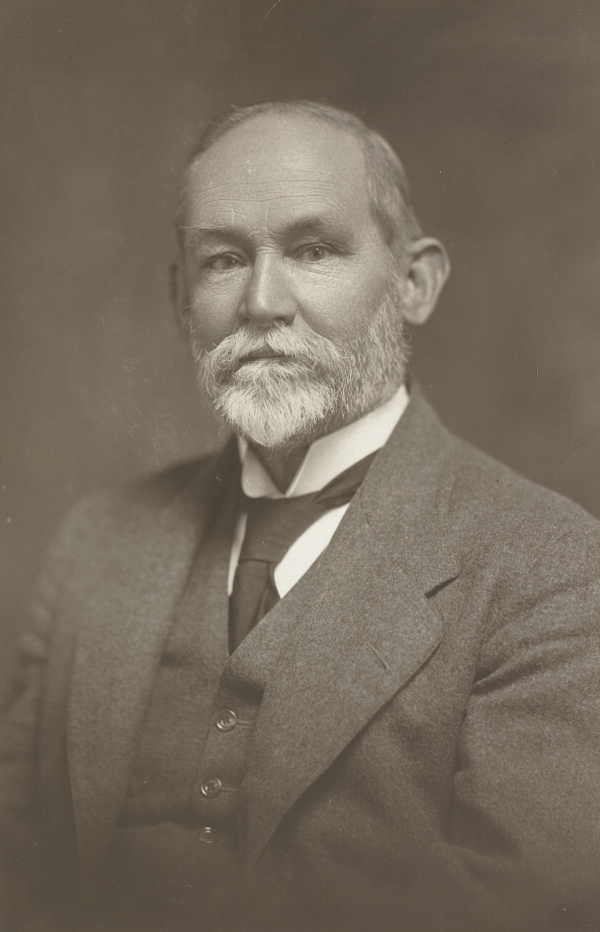
William Henry Dudley Le Souëf (1856–1923)

William Henry Dudley Le Souëf (* 28. September 1856 in Brighton, Melbourne, Victoria; † 6. September 1923 in Royal Park, Melbourne) war ein australischer Zoologe, Zoodirektor und Naturfotograf.

## Leben
Le Souëf war der Sohn von Albert Alexander Cochrane Le Souëf (1828–1902), dem damaligen Direktor des Zoos Melbourne, und seiner Frau Caroline, geborene Cotton. Er hatte neun Geschwister, davon waren Ernest Albert Le Souëf (1869–1937) und Albert Sherbourne Le Souëf (1877–1951) ebenfalls Zoodirektoren.
Le Souëf wurde an der Credition Grammar School in Devonshire, England, ausgebildet. 1874 wurde er im Alter von 18 Jahren zum Assistenzsekretär der Zoological and Acclimatization Society von Victoria ernannt, die den Melbourne Zoological Garden gegründet hatte. Zwischen 1880 und 1888 absolvierte er viele Sammelexpeditionen in Übersee, darunter in Indien, den Vereinigten Staaten von Amerika, Singapur, Sumatra, England, Europa, Japan und in Neuguinea. Im September 1888 heiratete er in London Edith Evelyn Wadeson, mit der er sechs Kinder hatte. Als sein Vater 1890 nach Europa ging, erhielt Le Souëf den Posten des Assistenzdirektors. Nach dem Tod seines Vaters im Jahr 1902 wurde er zum Direktor des Melbourner Zoos ernannt.
Auf einer Besichtigungstour durch verschiedene zoologische Gärten war Le Souëf vor allem von den innovativen Arrangements beeindruckt, die Carl Hagenbeck für den Berliner Zoo entwickelt hatte. Hier wurden die Gehegestangen durch hohe Mauern und Gräben ersetzt, die durch simulierte Felsen und durch Baumstämme verdeckt waren. Le Souëf begann die von seinem Vater entwickelten Gebäude durch felsartige Betonstrukturen zu ersetzen. Seine Entwürfe basierten auf Fotografien der großen Felsen in der Region des Mount Buffalo circa 200 km nordöstlich von Melbourne, die während Exkursionen mit seinem Freund Edward John Dunn (1844–1937), dem Direktor des Geological Survey of Victoria, aufgenommen wurden.
Le Souëf war auch als Naturfotograf tätig, der seine Vorträge sowohl in Australien als auch in vielen Teilen der Welt mit der Laterna magica präsentierte. Er war als flüssiger und unerschöpflicher Erzähler bekannt, mit einem reichhaltigen Schatz an Anekdoten. Ferner setzte er sich für die Einfuhr von Zebu-Rassen in Nordaustralien ein.
Le Souëf veröffentlichte die drei Bücher Wildlife in Australia (1907), Animals of Australia (1909) und Birds of Australia (1911) sowie zahlreiche Artikel in wissenschaftlichen Zeitschriften und in Tageszeitungen. Le Souëf war 1901 Gründungsmitglied, zwischen 1907 und 1909 zweimal der Präsident und Ehrensekretär der Royal Australasian Ornithologists’ Union. Er war Mitglied im Field Naturalists’ Club, in der Royal Geographical Society, in der Royal Society of New South Wales und in der National Parks Association.
Le Souëfs Hauptinteresse galt der Ornithologie. 1898 beschrieb er die Unterart Alectura lathami purpureicollis des Buschhuhns. 1907 veröffentlichte er die Erstbeschreibung zum ausgestorbenen Tasmanischen Emu. Daneben trug er eine große Eiersammlung zusammen, die später an den Eier- und Vogelsammler Henry Luke White (1860–1927) verkauft und schließlich dem National Museum of Victoria vermacht wurde.

## Dedikationsnamen
1911 benannte Gregory Mathews die Unterart Gallirallus philippensis lesouefi der Bindenralle zu Ehren von Dudley Le Souëf.

## Werke
- Wildlife in Australia, 1907
- The animals of Australia : animals, reptiles and amphibians, von Arthur Henry Shakespeare Lucas, mit Dudley Le Souëf als Co-Autor. Melbourne: Whitcombe and Tombs, 1909.
- The birds of Australia, von Dudley Le Souëf und Arthur Henry Shakespeare Lucas. London: Whitcombe and Tombs Limited, 1911.